# Ernest Auzepy
Pierre Jean-Baptiste Ernest Auzepy (Villeneuve-de-Berg, 22 janvier 1856 - Guatemala, 14 avril 1910) est un diplomate français.
D'origine ardéchoise. Il est fils d'un officier de marine. Il entre au Quai d'Orsay en 1878. Il est consul suppléant à Montevideo en 1880 puis, consul de Porto-Rico dans les Caraïbes. Il est ensuite nommé consul de Salvador de Bahia au Brésil en mai 1884 et y reste jusqu'en septembre 1886. Il est ensuite en poste à Sarajevo à partir du 1er décembre 1886. Il est ensuite nommé en avril 1892 à Tbilissi puis est consul de Jérusalem à partir du 2 février 1898 jusqu'en 1901. À Jérusalem, marqué par la défaite de 1870, il avait alors une quinzaine d'années, il a pour souci principal de contrecarrer l'influence allemande dans la ville. Il rejoint ensuite Amsterdam puis Londres où il est consul général à partir de 1902 pendant huit ans. Il est ambassadeur de France au Guatemala de 1909 à 1910. Il décède alors qu'il est en poste, en avril 1910.

## Décorations
- Officier de la Légion d'honneur (1900)[9]